# Eino Kilpi
Juho Eino Kilpi (né Johan Eino Blomros le 7 juin 1889 a Uusikaupunki et mort le 7 juin 1963 à Helsinki) est un journaliste et homme politique finlandais.

## Carrière
Sa longue carrière s'est déroulée dans les rangs du Parti social-démocrate de Finlande (SDP) et il est rédacteur en chef de son organe Demokraatti de 1932 à 1947, jusqu'à ce qu'il décide de rejoindre la Ligue démocratique du peuple finlandais (SKDL) en 1948.
Il est ministre des Affaires sociales du 17 avril 1945 au 26 mars 1946, ministre de l'Éducation du 26 mars 1946 au 26 mai 1946 et ministre de l'Intérieur du 26 mai au 29 juillet 1948. 
Il est député, représentant le Parti social-démocrate de Finlande (SDP) de 1930 à 1933 et la Ligue démocratique du peuple finlandais (SKDL) de 1948 à 1962. 
Il est candidat de la SKDL pour l'élection présidentielle finlandaise de 1956 (fi), obtenant 18,7 % des voix. 
Il est l'époux de Sylvi-Kyllikki Kilpi.
Il est inhumé au cimetière d'Honkanummi à Vantaa.